# Ebbe Hertzberg

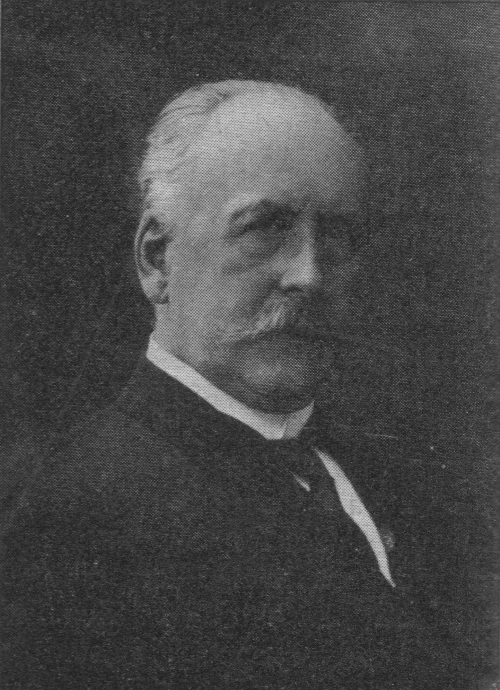
Ebbe Hertzberg. Fotografie von Gustav Borgen

Ebbe Carsten Hornemann Hertzberg (* 11. April 1847 in Holmestrand; † 2. Oktober 1912 in Christiania) war ein norwegischer Rechtshistoriker und Volkswirt.

## Leben
Ebbe Carsten Hornemann Hertzberg wurde als Sohn des Apothekers Johan Christian Linde Hertzberg und seiner Frau Inger Hornemann in Südnorwegen geboren. Er studierte Rechtsgeschichte in Christiania und Uppsala, sowie in den Jahren 1872 und 1873 als Schüler von Konrad Maurer in München, dessen Spezialgebiet die altnordische Rechtsgeschichte war. Er blieb Maurer lebenslang in Freundschaft verbunden.
Ebbe Hertzberg war knapp zwei Jahre Attaché-Stipendiat an der norwegisch-schwedischen Botschaft in Paris und wurde im Anschluss daran im Jahr 1877 erster Professor für Volkswirtschaftslehre und Statistik in Norwegen. Im Jahr 1884 gehörte er dem kurzzeitigen „Aprilministerium“ als Minister in Stockholm an.
Zwei Jahre später forderte die juristische Fakultät seiner Universität, dass Hertzberg von allen öffentlichen Ämtern zurücktreten solle. Der Grund hierfür waren Gerüchte, wonach Hertzberg seit den 1870er Jahren immer wieder Beziehungen zu jungen Männern aus der Arbeiterklasse unterhalte. Um seinen Ruf und seine Stelle zu retten, begab sich Hertzberg nach Berlin zum Psychiater Carl Westphal, den er um ein Gutachten bat. Hertzberg wurde mit dem Gutachten vom 12. Juli 1886 der erste diagnostizierte Homosexuelle Norwegens. Hertzberg hoffte, durch die Diagnose seiner „konträren Sexualempfindung“ durch einen anerkannten Arzt in Norwegen Verständnis für sein Verhalten zu gewinnen und die Universitätsleitung zu überzeugen, dass seine Neigung erblichen Faktoren, keinesfalls aber moralischen Mängeln entspringe. Dies gelang jedoch nicht. Man erachtete einen Professor mit gleichgeschlechtlichen Neigungen für unhaltbar und Hertzberg musste seine Stelle am 14. Oktober 1886 aufgeben.
Hertzberg verließ daraufhin Christiania für mehrere Jahre, die er in München, Berlin, Holmestrand und Stockholm verbrachte, und wendete sich wieder seinen rechtshistorischen Studien zu. Im Jahr 1895 erschien sein Hauptwerk, das 800 Seiten starke Glossarium zu Norges gamle Love (Die alten Gesetze Norwegens), einem Standardwerk für die norwegische Rechtsgeschichte. Nach Abschluss dieser Arbeit kehrte Hertzberg wieder in das öffentliche Leben seines Landes zurück. Er war 1903 bis 1908 Direktor der norwegischen Hypothekenbank und ab 1906 norwegischer Reichsarchivar. Daneben betrieb er weiter rechtshistorische Studien. Nach Maurers Tod veröffentlichte Hertzberg aus Manuskripten in Maurers Nachlass 1907 dessen gesammelte Vorlesungen über altnordische Rechtsgeschichte in fünf Bänden. 1907 erhielt er das Komturkreuz des Sankt-Olav-Ordens. Er starb 1912 unverheiratet.
Im Jahr 1902 hatte Hertzberg anonym den auf Deutsch verfassten Aufsatz Spuren von Konträrsexualität bei den alten Skandinaviern in Magnus Hirschfelds Jahrbuch für sexuelle Zwischenstufen veröffentlicht. Erst 1922 wurde durch Ferdinand Karsch-Haack das Geheimnis gelüftet, dass der unbekannte Gelehrte Ebbe Hertzberg war.
Eine innige Freundschaft verband Ebbe Hertzberg über lange Jahre hinweg mit dem dänischen Amtsverwalter Poul Andræ (1843–1928), der ähnlich wie Hertzberg in Norwegen als einer der „ersten modernen Homosexuellen“ seines Heimatlandes Dänemark gilt. Wie Hertzberg stand auch Andræ im Austausch mit dem Wissenschaftlich-humanitären Komitee (WhK) in Berlin, der weltweit ersten Organisation für Homosexuelle. Er fungierte in Dänemark sogar als Obmann des WhK.

## Werke (Auswahl)
- En fremstilling af det norske aristokratis historie indtil kong Sverres tid. Johan Dahl, Christiania 1869. Ga H.K.H. Kronprinsens gullmedalje 1868.
- Grundtrækkene i den ældste norske proces, Kristiania: I kommission hos Aschehoug, 1874.
- En kritisk fremstilling af grundsætningerne for seddelbankers indretning og virksomhed med særligt hensyn til de skandinaviske seddelbanker i deres nuværende skikkelse. Malling, Kristiania 1877, urn:nbn:no-nb_digibok_2007082912002.
- Om kredittens begreb og væsen. Malling, Kristiania 1877.
- Professor Schweigaard i hans offentlige Virksomhed: 1832–1870. Cammermeyer, Kristiania 1883, urn:nbn:no-nb_digibok_2006082800035.
- Retskilderne og statsretten: De nordiske Retskilder. 1890.
- Throndhjems politiske og statsretslige forhold i sagatiden. Horten 1897.
- Glossarium til Norges gamle love. 1895.
- Glossarium zu Norges gamle Love indtil 1387. Volltextversion auf CD-ROM, eingeleitet u. mit e. Bibliographie versehen von Hans Fix. AQ-Verlag, Saarbrücken 2013, ISBN 978-3-922441-47-2
- Om Eiendomsretten til det norske Kirkegods. En retshistorisk Betænkning. A.W. Brøggers Bogtrykkeri, Kristiania 1898.
- The international position of Norway according to public law, Christiania, 1899.
- Die staatsrechtliche Stellung Norwegens. Christiania 1899.
- La situation internationale de la Norvege d’apres le droit public. Christiania 1899.